# 벤 페렌츠

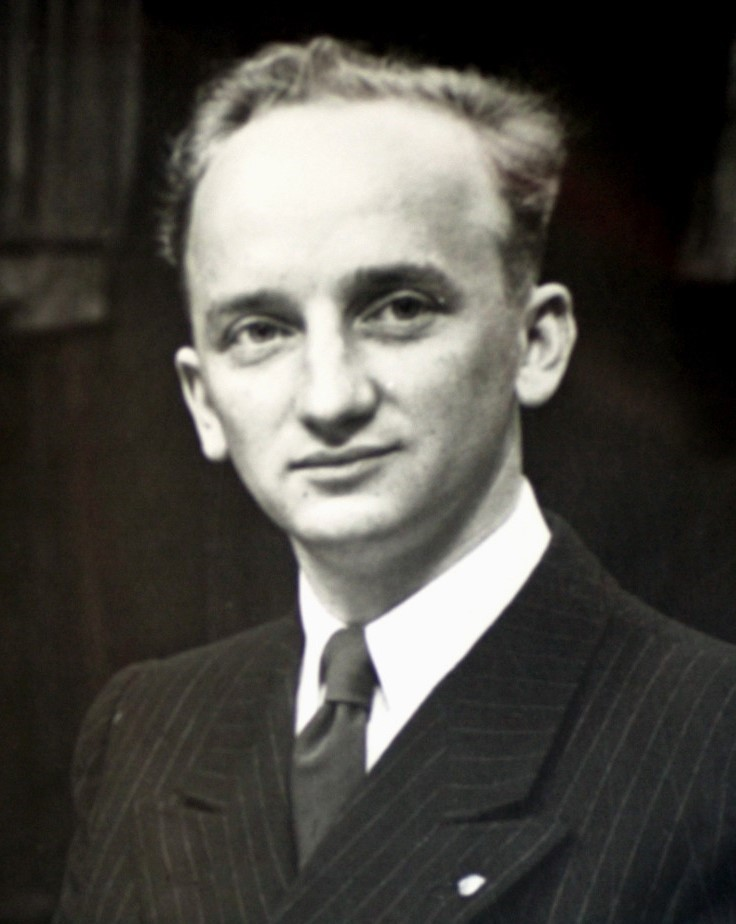
1947-1948년의 페렌츠

벤자민 베렐 "벤" 페렌츠(영어: Benjamin Berell "Ben" Ferencz, 1920년 3월 11일 ~ 2023년 4월 7일)는 미국의 변호사이다. 그는 제2차 세계 대전 이후 나치 전쟁 범죄의 수사관이었고, 독일 뉘른베르크에서 미국 당국에 의해 열린 12번의 뉘른베르크 재판 중 하나인 아인자츠그루펜 재판에서 미국 육군의 수석 검사였다. 그 재판은 처음에는 일어나지 않기로 되어 있었다. 그러나, 페렌츠는 아인자츠그루펜의 보고서를 발견한 후 스스로 이 사건을 제안했다. 인력과 자원이 부족한 상황에 직면했을 때, 그는 개인적으로 검사를 자청했다.
후에 그는 국제 법치주의와 국제 형사 재판소 설립의 옹호자가 되었다. 1985년부터 1996년까지 페이스 대학교에서 국제법 교수로 재직했다.